# Sandro Chaves de Assis Rosa
Sandro Chaves de Assis Rosa (født 19. maj 1973) er en tidligere brasiliansk fodboldspiller.
Han har spillet for flere forskellige klubber i sin karriere, herunder JEF United Ichihara, FC Tokyo og Oita Trinita.